# كاني سيو (مهاباد)
قرية كاني سيو (بالكردية: کانی سێو) هي إحدى القرى التابعة لـكاني بازار في ريف قسم خليفان من مقاطعة مهاباد، في محافظة أذربیجان الغربیة الإيرانية.

## السكان
حسب إحصاءات سنة 2006، بلغ إجمالي السكان في كاني سيو 470 نسمة وعدد المساكن 76 مسكن. لغة سكان كاني سيو هي اللغة الكردية و هم من أهل السنة والجماعة والمذهب الشافعي.